# Limantrinis
Els limantrinis (Lymantriini) són una tribu de lepidòpters ditrisis de la família dels erèbids (Erebidae), subfamília Lymantriinae.

## Distribució
Aquesta tribu està formada per un grup d'espècies polífagues que resideixen majoritàriament en les regions tropicals d'Àfrica-Euràsia i també a Amèrica del Nord.
Les espècies de Lymantriini generalment no són particularment originàries d'una zona determinada; es troben tant a les zones Neártica com Paleàrtica.

## Descripció
Dins de la subfamília, Lymantriini es distingeix d'altres tribus per les bandes fosques (de vegades en forma de mitja lluna), generalment en ziga-zaga i marques en forma de V en les ales anteriors.

## Taxonomia
La tribu va ser descrita originalment per l'entomòleg Douglas C. Ferguson com una de dues tribus (l'altra Orgyiini). Un document de 2006 de J. D. Holloway distingeix tres noves tribus de Lymantriini - Nygmiini, Leucomini i Arctornithini. En fer això, Holloway reconeix que Lymantriini és "possiblement la més dèbilment definida de les presentades aquí ... [ella] no té totes les característiques fortament definitives de les altres tribus."
El gènere Lymantria (Hübner) és el membre més prominent de la tribu.

## Gèneres
La tribu inclou els següents gèneres. Aquesta llista pot ser incompleta.
- Dura
- Imaus
- Lymantria
- Psilochira

## Galeria

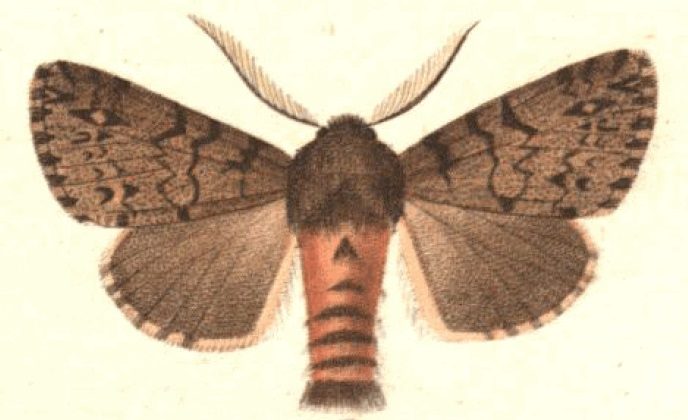
Lymantria atlantica
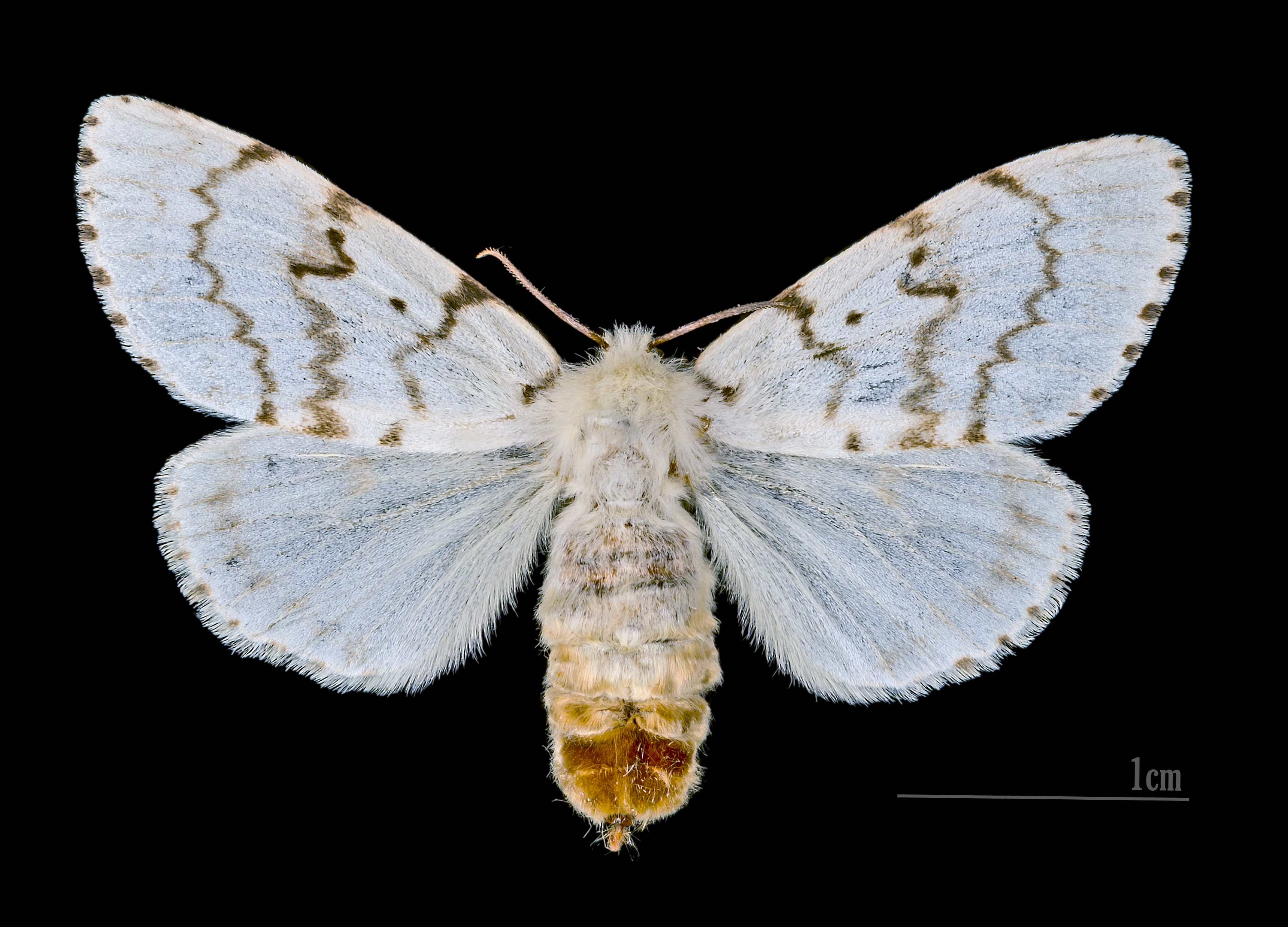
Lymantria dispar
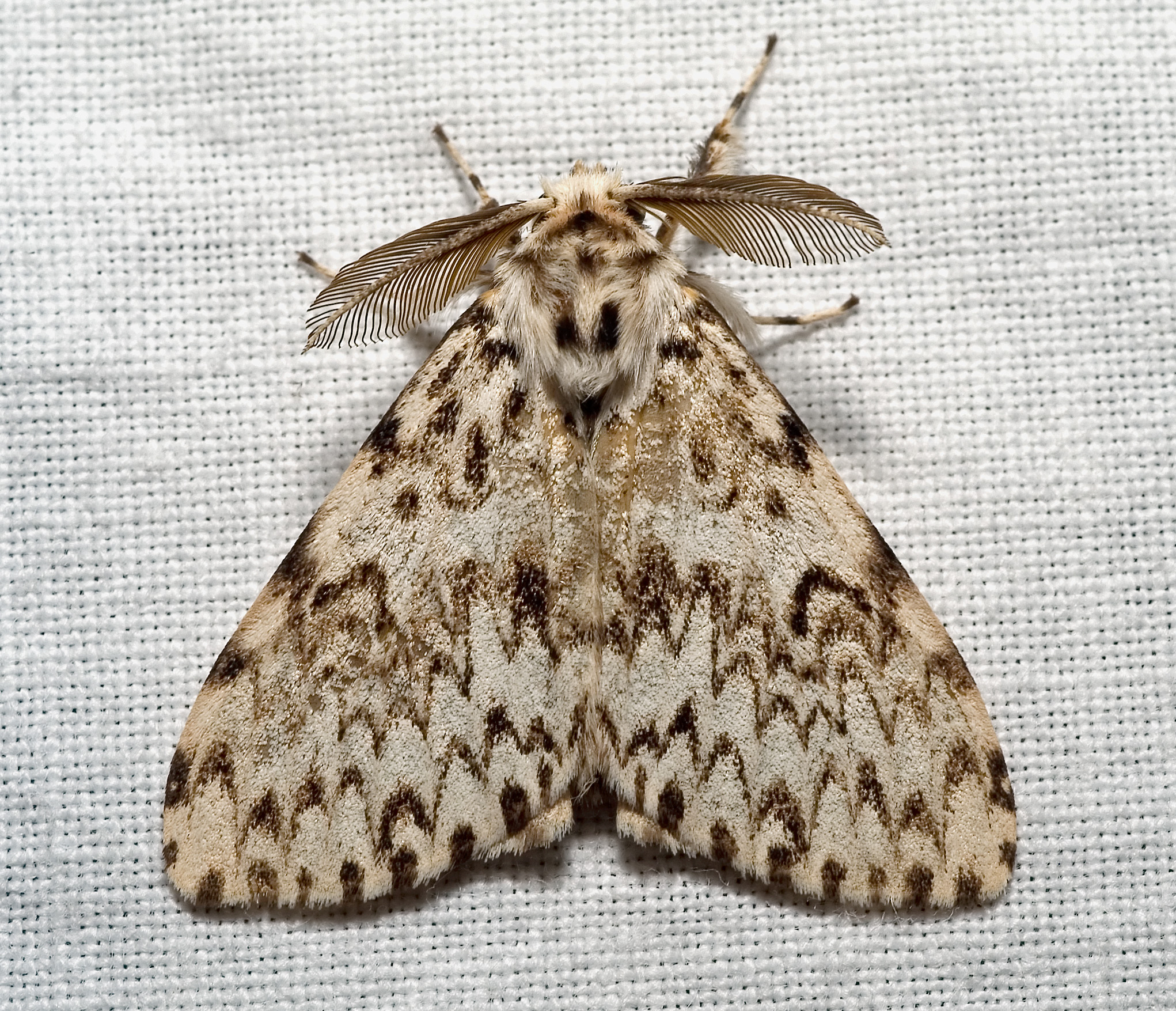
Lymantria monacha
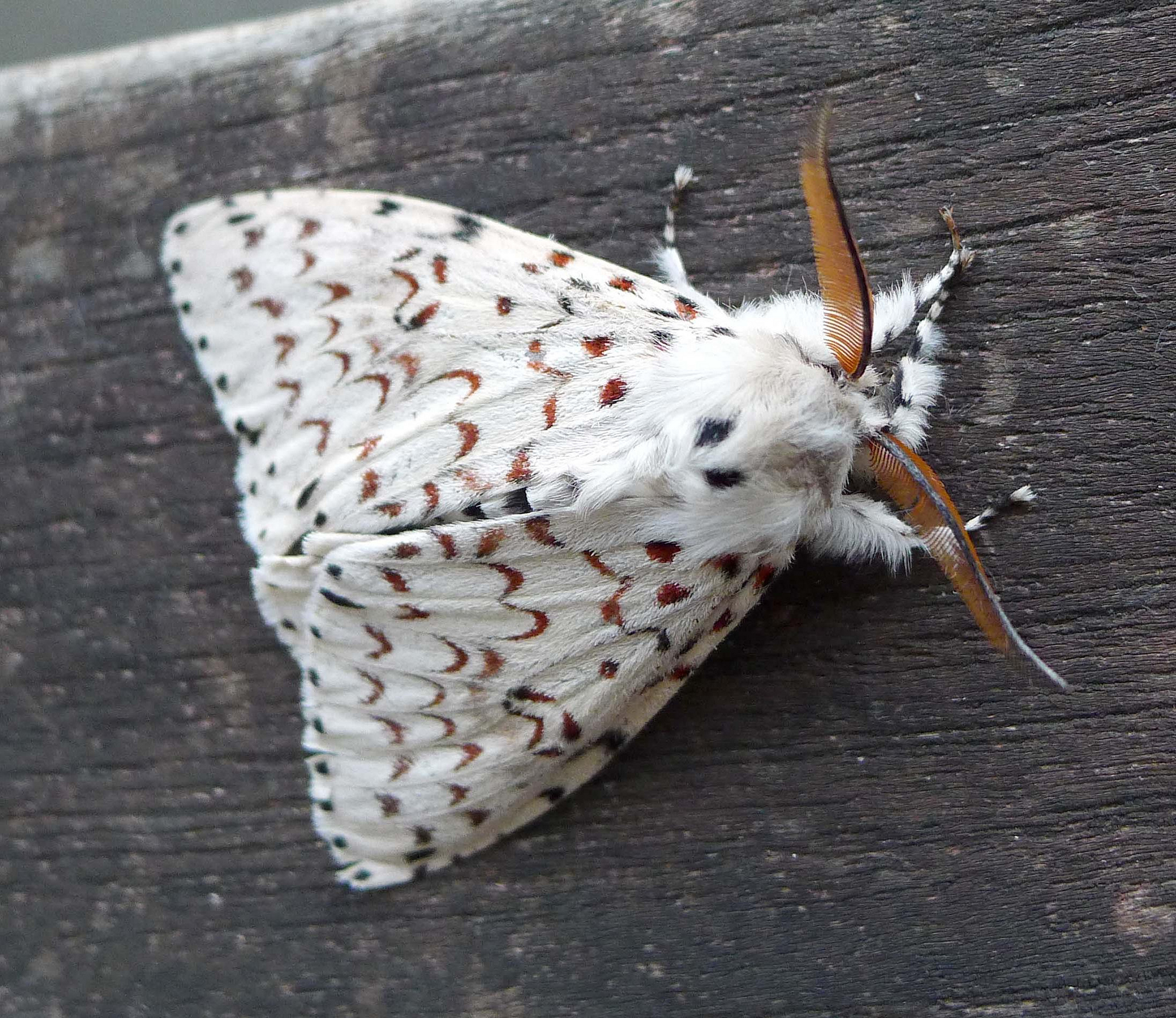
Lymantria nephrographa